# Pinus serotina
Pinus serotina  es un árbol perteneciente a la familia de las pináceas.

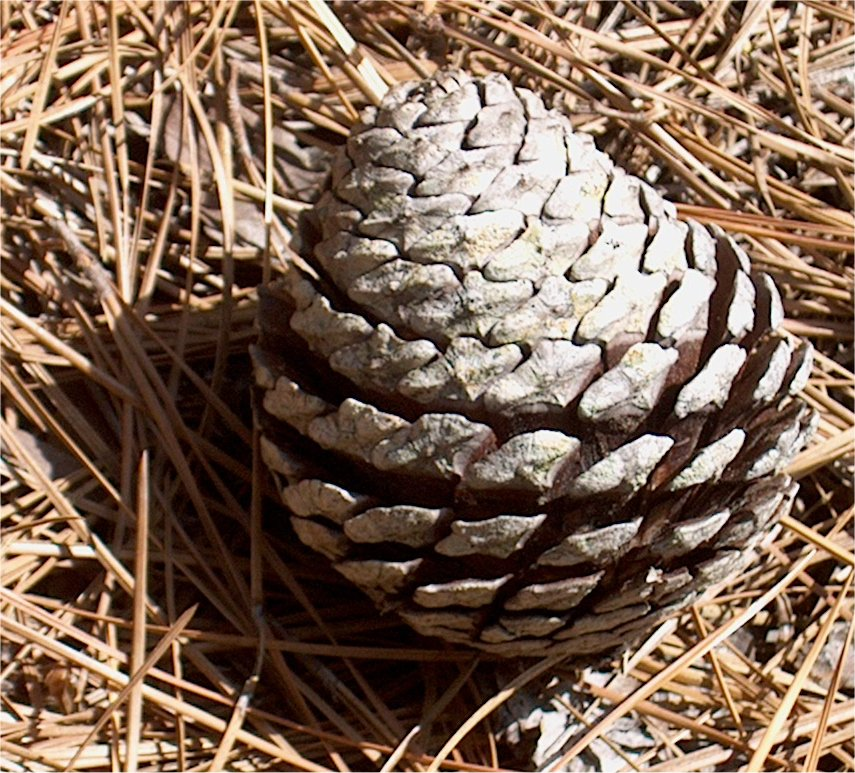
Piñas Pond son más pequeños y redondos que los de pino taeda conos.

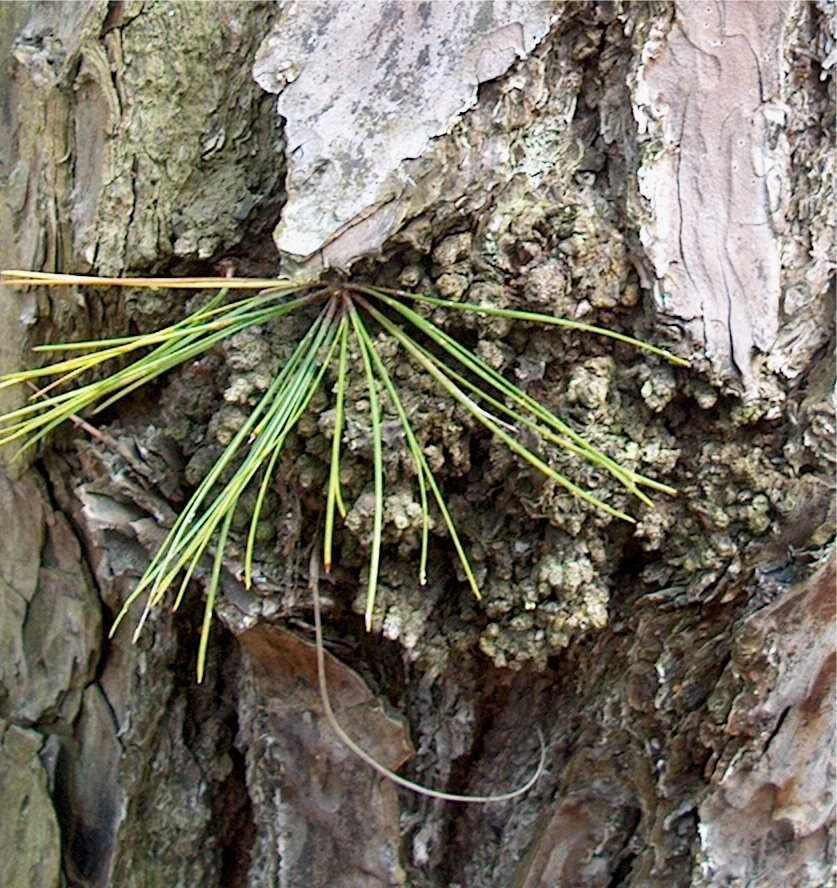
A diferencia de pinos taeda, Pinus serotina tiene la capacidad de crecer agujas directamente del tronco.

## Distribución y hábitat
Se encuentra a lo largo de la llanura costera del Océano Atlántico del este de Estados Unidos, desde el sur de Nueva Jersey al sur de la Florida y al oeste hasta el sur de Alabama. Se encuentra en hábitats húmedos cerca de estanques, bahías, pantanos y humedales palustres.
En el extremo norte de su área de distribución, que ocurre en transición se hibrida con  ( Pinus rigida); Se distingue  por las agujas más largas y, en promedio, los conos son ligeramente más grandes. Algunos botánicos tratan pino estanque como una subespecie de Pinus rigida.

## Descripción
Esta especie de pino, a menudo, tiene un patrón de crecimiento torcido con una parte superior irregular y alcanza la altura de 15-20 m, de vez en cuando hasta 30 m. Las agujas están en haces de tres o cuatro, y de 15-20 cm de longitud. Los conos casi redondos miden 5-9 cm de largo con pequeñas espinas en las escamas. Sus conos son serotinas y requieren del fuego para abrirse.

## Taxonomía
Pinus serotina fue descrito por André Michaux y publicado en Flora Boreali-Americana 2: 205. 1803.
Etimología
Pinus: nombre genérico dado en latín al pino.
serotina: epíteto latino que significa "tardía". El nombre de la especie se deriva de los conos persistentemente sin abrir que puede permanecer cerrados durante varios años antes de que liberen sus semillas; la apertura es a menudo en respuesta a los incendios forestales.
Sinonimia
- Pinus alopecuroides Gordon
- Pinus rigida subsp. serotina (Michx.) Engelm.
- Pinus rigida var. serotina (Michx.) Loudon ex Hoopes
- Pinus rigida var. serotina (Michx.) Mill.
- Pinus rigida subsp. serotina (Michx.) R.T. Clausen[6]